# Porte Saint-André

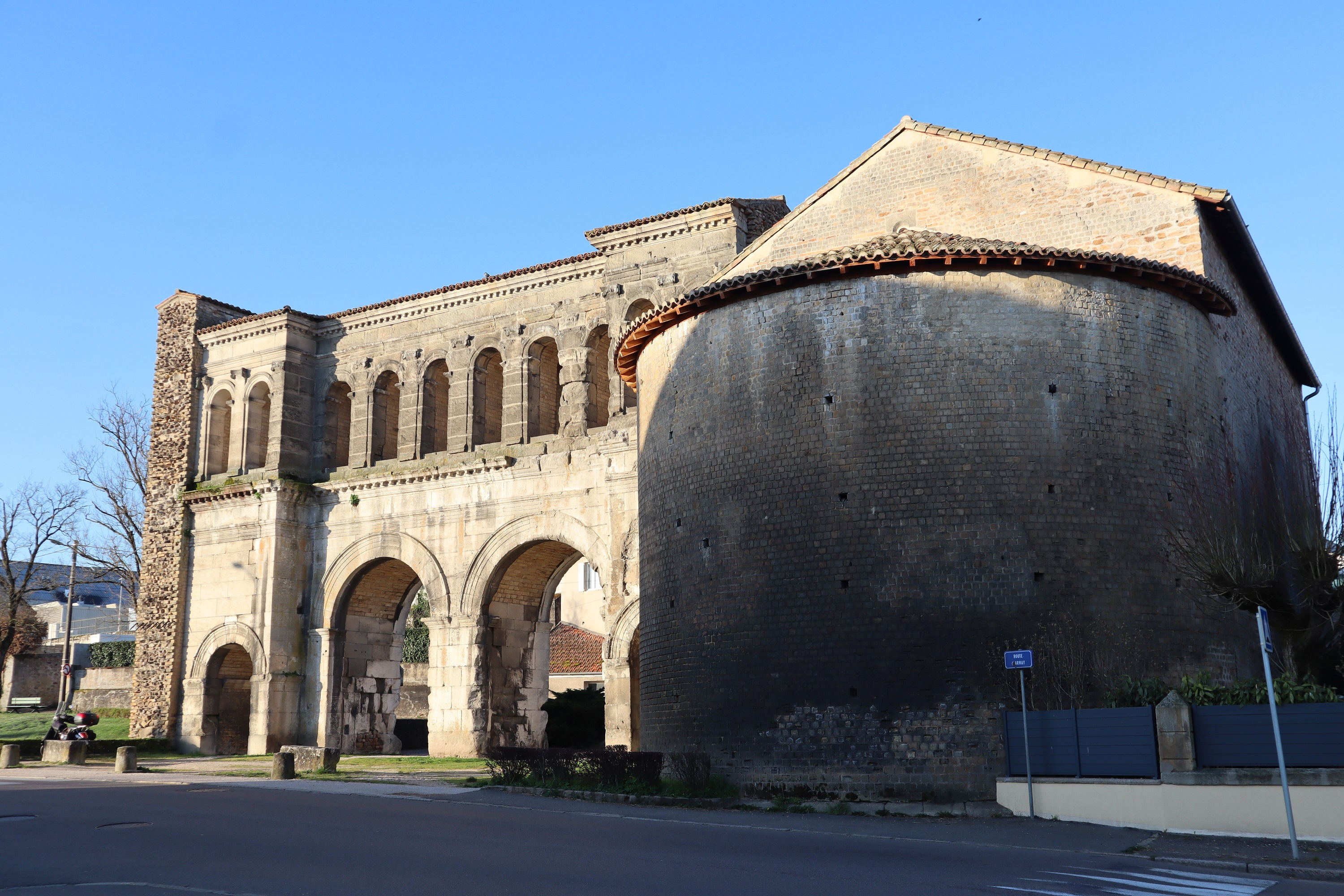
Buitenzijde met het halfronde torenfragment, nu deel van de protestantse kerk

De Porte Saint-André was een van de vier stadspoorten van de Gallo-Romeinse stad Augustodunum (het hedendaagse Autun). De poort uit de eerste eeuw is beschermd als historisch monument.

## Beschrijving

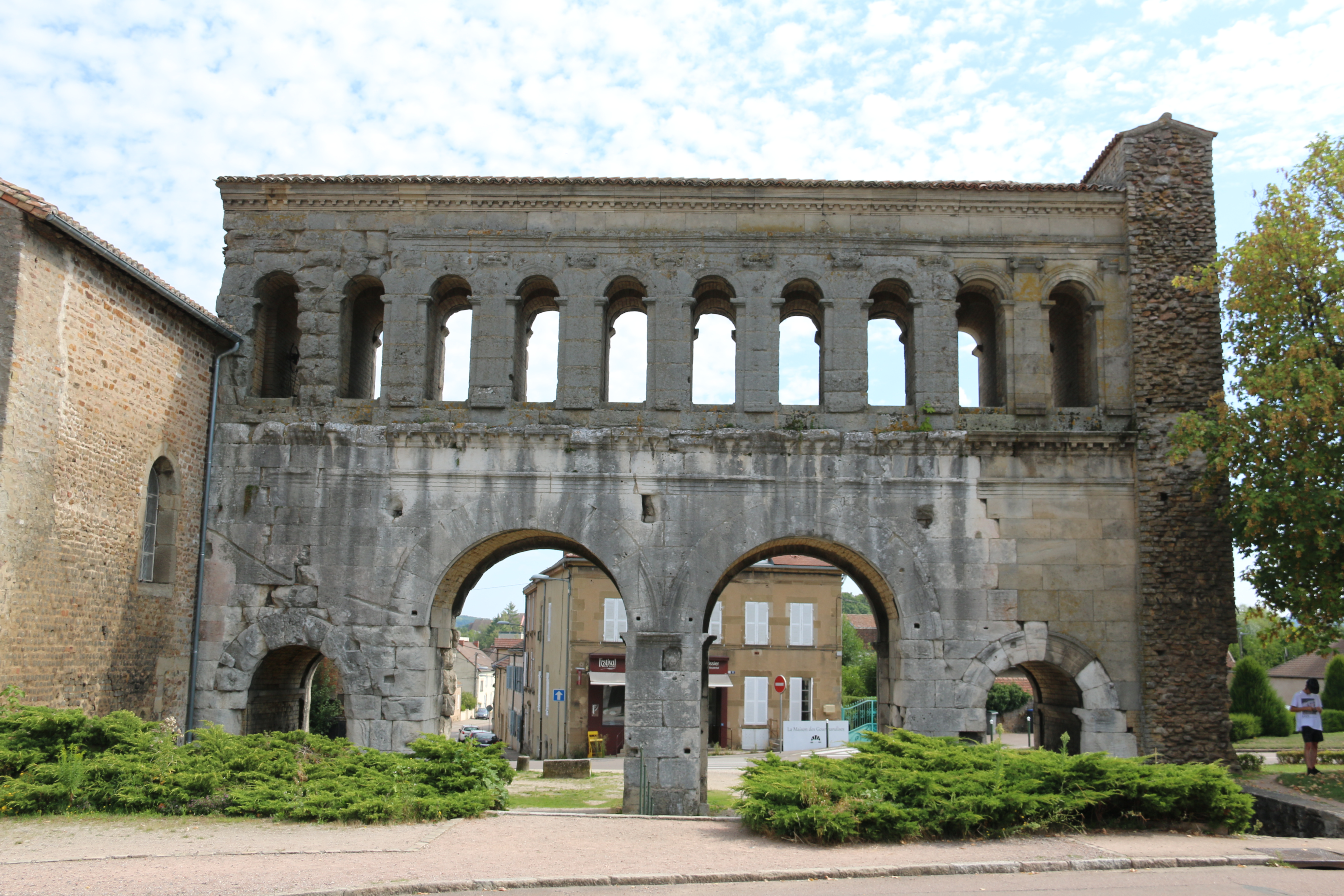
Binnenzijde

De poort is 19 meter breed en 15 meter hoog. Ze bestaat uit twee grote centrale poorten voor paarden en karren en aan elke buitenzijde een kleinere poort voor voetgangers. Aan beide zijden was de poort geflankeerd door halfronde torens. Een van deze torens is bewaard gebleven omdat deze in de middeleeuwen werd opgebouwd tot kerk. Tussen deze torens liep een passerelle die de bovenbouw van de poort vormt. Deze overdekte gang heeft tien boogvensters.

## Geschiedenis
Porte Saint-André is de moderne naam die aan de stadspoort werd gegeven, naar de ernaast gelegen kapel. De Latijnse naam van de poort is niet bekend. De poort werd gebouwd tijdens de eerste eeuw, waarschijnlijk enkele decennia na de start van de bouw van Augustodunum als nieuwe hoofdstad van de Aedui. De Porte Saint-André lag op de decumanus maximus en gaf uit op de weg naar Langres.
De bewaarde toren die de poort flankeerde werd in de middeleeuwen omgebouwd tot een kapel en in de moderne tijd kwam hier een protestantse kerk. In 1844 werd de poort, die een ruïne geworden was, gerestaureerd onder leiding van Viollet-le-Duc. Naast de Porte Saint-André bleef ook de Porte d'Arroux (op de cardo maximus) bewaard. De poort werd beschermd als historisch monument in 1846.